# Sex on the beach
Le Sex on the Beach est un cocktail alcoolisé contenant de la vodka, du Schnaps à la pêche, du jus d'orange et du jus de canneberge. Il s'agit d'un cocktail officiel de l'Association internationale des barmen.

## Variations
Quelques cocktails portent un nom différent et sont une variante du Sex on the Beach : 
- Sex in the Driveway est un cocktail où le jus d'orange et le jus de canneberge sont remplacés par du Sprite et du Curaçao[2].
- Woo Woo est un cocktail reprenant les ingrédients du Sex on the Beach, sans le jus d'orange[3].
- Les variants sans alcool sont souvent appelées Safe sex on the Beach, Cuddle on the Beach ou Virgin on the Beach[4].

## Autres
- (fr) L'origine du Sex On The Beach